# Maurice Lauze
Maurice Lauze (Draâ El Mizan, Tizi Uzu, 1 de setembre) va ser un ciclista francès que va competir entre 1946 i 1953.

## Palmarès
- 1951
  - 3r a les Sis nits d'Alger (amb Georges Senfftleben)

### Resultats al Tour de França
- 1948. Exclòs (6a etapa)